# Orectognathus velutinus
Orectognathus velutinus é uma espécie de formiga do gênero Orectognathus, pertencente à subfamília Myrmicinae.